# I giorni del potere
I giorni del potere (The First Man in Rome) è un romanzo storico scritto da Colleen McCullough e pubblicato nel 1990.
È il primo volume di una saga ambientata nell'Antica Roma, che racconta gli ultimi decenni della Repubblica romana, dall'avvento di Gaio Mario a quello di Augusto.
Scopo dichiarato dell'autrice è di riscoprire attraverso una storia avvincente un mondo antico ed affascinante, forse ben lontano dalle immagini dei grandi film di Hollywood.

## Trama
Roma, fine II secolo a.C.
L'anziano senatore Giulio Cesare, pater familias di una delle più antiche e nobili famiglie patrizie romane, intravede nel matrimonio di sua figlia maggiore Giulia con l'ex pretore Gaio Mario la possibilità di dare nuovo lustro e potere al casato, ormai impoverito e con poche risorse economiche. Gaio Mario è un homo novus della campagna, senza avi illustri, ma con un'eccellente reputazione militare e numerose decorazioni. Nelle nozze con la giovane della gens Iulia Mario trova l'opportunità per un'ascesa politica senza precedenti, secondo le previsioni di una indovina incontrata in Africa che predice un primo consolato, seguito da altri 5 consecutivi ed un ultimo in età avanzata.
Nel corso dell'avventurosa scalata al potere di Mario, che conduce brillantemente le campagne militari contro i Cimbri, i Teutoni e Giugurta, comincia a farsi notare un giovane luogotenente di nobili natali, ma dal passato oscuro e dalle maniere trasformiste e sottilmente crudeli, il patrizio decaduto Lucio Cornelio Silla. Questi, sposo di Giulia minore detta Iulilla e quindi cognato di Mario, diventa suo questore in occasione del secondo consolato e accompagna il condottiero avviando una progressiva istruzione militare da autodidatta grazie agli insegnamenti di Mario; in questi anni, le differenze tra i due si limitano ad emergere senza scavare quel solco profondo che in seguito li vedrà nemici giurati.
Nel corso dei suoi mandati, Gaio Mario attuerà la famosa riforma mariana dell'esercito; pensata per trovare reclute in situazioni difficili e ristabilire un equilibrio nelle classi meno abbienti, la riforma affronta un tema ignorato dagli optimates: la tradizionale legione romana fu concepita per campagne brevi in luoghi molto vicini, mai fuori dalla penisola, per consentire ai cittadini di bassa estrazione sociale di non lasciare troppo tempo l'attività che dava lor sostentamento; ma quando il potere di Roma cominciò ad espandersi dopo la sconfitta di Cartagine, i Romani si ritrovarono ad occuparsi di territori sempre più lontani, e le operazioni militari si susseguivano per anni interi; le fattorie, i negozi e le botteghe restavano sguarnite o affidate alle donne e ai bambini, finendo per essere cedute per debiti; e il legionario, tornato a casa, scopriva di non averla neanche più, andando ad ingrossare la moltitudine dei capite censi (coloro la cui sola proprietà era la vita). Mario reclutò i nullatenti nelle legioni, offrendo uno stipendio e a fine campagna un pezzo di terra tra quelli conquistati al nemico, al doppio scopo di rinfoltire il ceto dei contadini e dislocare truppe veterane nei territori annessi, per un futuro richiamo in caso d'emergenza.
Pur prevendendo le opposizioni dei grandi latifondisti (di cui molti sono senatori, mentre il vero seguito di Mario furono gli equites (i Cavalieri, sostenitori delle attività commerciali), il console non immagina (forse perché "troppo legato alla terra", come egli stesso dice per sottolineare la differenza tra lui ed il patrizio Silla) che sta ponendo una delle basi per la futura instabilità della Repubblica; le conseguenze si vedranno pochi decenni dopo e termineranno con il trionfo del nipote di Mario, Cesare il Dittatore!
Ad ostacolare Mario e in misura minore Silla, si ergeranno i più formidabili trappresentanti del partito oligarchico in Senato: Quinto Lutazio Catulo Cesare, Quinto Cecilio Metello Numidico (che lo detesta per rancori personali; in realtà questo è un falso storico, poiché Mario fu un protetto di Metello finché non decise di affrancarsi dall'ombra del suo protettore!), il fratello Lucio Cecilio Metello Dalmatico, l'ex pretore Marco Aurelio Cotta, l'arrogante Quinto Servilio Cepione e l'irreprensibile Marco Emilio Scauro, il princeps Senatus (capo dell'assemblea dei senatori e portavoce della medesima, in pratica la terza carica più alta di Roma in molte questioni), uomo considerato anche dagli avversari al di sopra di ogni sospetto.
Tra gli alleati di Mario, l'anziano senatore Gaio Giulio Cesare, i suoi figli Sesto e Gaio minore (marito di Aurelia dei Cotta e padre di Cesare il Dittatore), la fedele ed intelligente moglie Giulia, il nobile Publio Rutilio Rufo (ex commilitone di Mario ed allievo favorito del filosofo Panezio), l'aristocratico ma intelligente Marco Livio Druso (figlio di Druso il Censore e genero di Cepione), ed il tribuno della plebe Lucio Apuleio Saturnino.
Alla fine, sarà il tentativo di colpo di Stato attuato da quest'ultimo insieme a Gaio Glaucia a riconciliare momentaneamente i nemici Mario e Scauro, per far fronte alla minaccia contro la repubblica; Mario, per quanto esponente dei populares, è un uomo troppo all'antica per permettere un golpe. Debellata la minaccia, Mario si ritirerà per un po' dalla scena pubblica, anche per curare una paralisi parziale dovuta ad un colpo apoplettico che in seguito lo affliggerà ancora. Silla, pur grato per l'aiuto e la protezione ricevuta, sta cominciando a passare dalla parte del partito dei nobili: ma sapendo che i più anziani gli saranno ancora ostili pur essendo destinati a morire ben prima di lui, punta sui loro figli, ancora influenzabili e manipolabili.

## Curiosità
Il libro è corredato dei ritratti dei politici e generali romani, che la McCullogh ha realizzato di sua mano.

## Edizioni
- Colleen McCullough, I giorni del potere, traduzione di Adriana Dell'Orto, collana SuperBUR, Rizzoli, 7 ottobre 1992,  p. 886, ISBN 9788817114042.